# Hemiplejía alternante de la infancia
La Hemiplejia alternante de la infancia (HAI) «(AHC Alternating hemiplegia of childhood)»  es un trastorno neurológico raro causado por la mutación del gen ATP1A3.  Recibe su nombre por los episodios transitorios, a los que se hace referencia como "ataques" o "crisis" de hemiplejia que padecen los que sufren dicho trastorno. Estos ataques hemipléjicos pueden causar desde una leve debilidad o pérdida de tono muscular, hasta una parálisis completa en uno o ambos lados del cuerpo. Pueden variar mucho en su duración, desde minutos a varios días; así como afectar alternativamente a un hemicuerpo o a ambos.La HAI está asociada a muchos síntomas además de la hemiplejia, y la mayoría de estos se manifiestan en la primera infancia. HAI generalmente se presenta antes de la edad de 18 meses. Normalmente, los episodios y otros síntomas asociados con la enfermedad, cesan completamente con el sueño, pero pueden reaparecer al despertar. El trastorno fue descubierto recientemente y datado por primera vez en 1971.La Hemiplejia Alternante de la Infancia actualmente es calificada como una enfermedad rara ya que únicamente, de forma aproximada, 1 de cada 1.000.000 de personas posee este trastorno. 

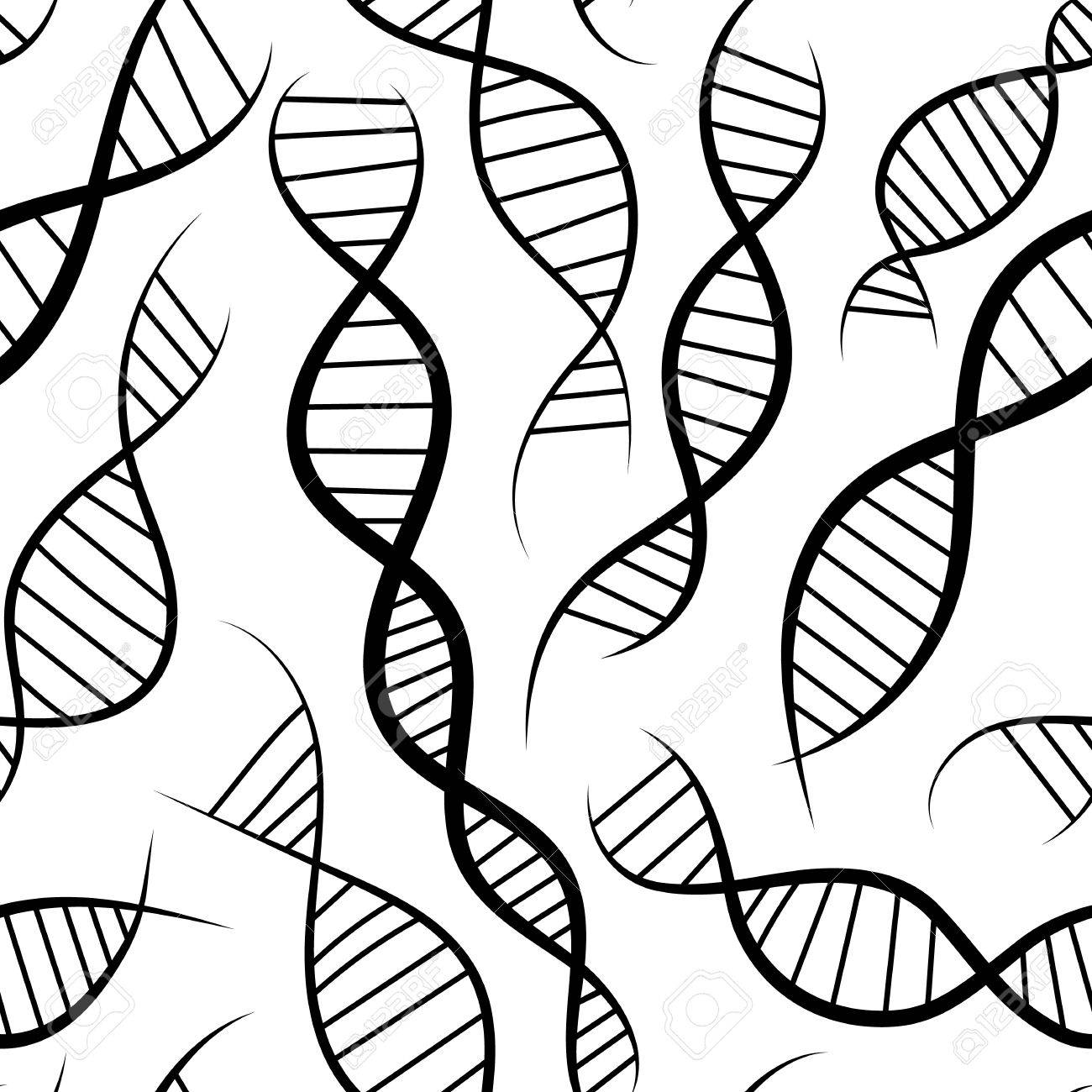
scientific background, seamless pattern with DNA, the genetic spiral

| Características y Clasificación | Características y Clasificación |
| ------------------------------- | ------------------------------- |
| Especialidad                    | Neurología                      |
| Gen Afectado                    | ATP1A3                          |
| Categoría                       | Trastornos genéticos            |
| Organización Española           | AESHA                           |

## Signos y Síntomas
Los pacientes con HAI exhiben una amplia gama de síntomas además de los ataques hemipléjicos. Estos pueden clasificarse en síntomas paroxísticos y no paroxísticos.
Los síntomas paroxísticos generalmente se asocian con ataques hemipléjicos y pueden ocurrir repentinamente con hemiplejia o por sí solos; los periodos de tiempo que sufren estos síntomas son variables. Sin embargo los síntomas no paroxísticos tienden a ser efectos secundarios de HAI que están presentes en todo momento, no solo durante las crisis o ataques. La epilepsia, que también se considera un síntoma paroxístico, juega un papel importante en la progresión y el diagnóstico de esta enfermedad.

### Ataques hemipléjicos
Cronológicamente, los ataques hemipléjicos no son siempre el primer síntoma de HAI, pero son el síntoma más prominente, y a través del cual recibe el nombre este trastorno. Pueden afectar uno o ambos lados del cuerpo, en cuyo caso, si se trata de la última opción, son denominados ataques bilaterales o tetrapléjicos. Una de las características únicas de esta enfermedad es que los ataques hemipléjicos, así como otros síntomas que pueden coincidir con la parálisis, cesan inmediatamente al introducirse en el sueño.Sin embargo durante los ataques fuertes, los síntomas pueden reaparecer al despertar. Estos episodios pueden manifestarse repentina o gradualmente, y la gravedad de un ataque puede variar a lo largo de su duración la cual, a su vez, puede alterar de minutos a semanas, aunque eso depende mucho de la persona.
Tanto los ataques bilaterales como hemipléjicos están asociados con características pseudobulbares como disfagia, disartria y dificultad respiratoria. La parálisis también suele ir acompañada de cambios en el color y la temperatura de la piel, sudoración, inquietud, temblor, gritos y aparición de dolor. Los ataques hemipléjicos ocurren de manera irregular y pueden ocurrir con dificultad para hablar, comer y tragar por ello, los pacientes que padecen HAI con frecuencia tienen bajo peso debido a estos efectos secundarios. Se ha encontrado que la edad promedio de inicio de episodios hemipléjicos es de 6-7 meses. Este inicio temprano le da al nombre de este trastorno un final ligeramente engañoso 'de la infancia'. La Hemiplejia alternante no se limita exclusivamente a la infancia; los ataques se vuelven más leves después de los primeros diez años de vida, pero nunca desaparecen por completo.

### Síntomas paroxísticos
Los pacientes con HAI exhibieron varios síntomas paroxísticos que se manifiestan en diferentes grados en función de cada persona.Los síntomas paroxísticos incluyen movimientos tónicos, tónico-clónicos o mioclónicos de las extremidades, postura distónica, coreoatetosis, nistagmo ocular y otras anormalidades motoras oculares. Casi el 50% de las personas tiene síntomas distónicos antes de experimentar hemiplejia. Estos síntomas generalmente comienzan antes de los 8 meses de edad. Las anormalidades motoras oculares ocurren temprano, y estos son los primeros síntomas más frecuentes de HAI, particularmente el nistagmo. Casi 1/3 de las personas con este trastorno tenían características oculares episódicas dentro de los 1-2 días posteriores al nacimiento. Muchos también experimentaron hemiplejia y distonía antes de los 3 meses de edad. Un último síntoma que puede considerarse paroxístico es un cambio temporal en el comportamiento: algunos pacientes se volverán irrazonables, exigentes y agresivos antes o después de sufrir un ataque. No todos los pacientes tienen todos estos síntomas, y no se sabe si son causados por la enfermedad. Estos síntomas paroxísticos a menudo se utilizan para ayudar a diagnosticar la HA, ya que no existe una prueba simple para ello.

### Síntomas no paroxísticos
A largo plazo, pueden aparecer síntomas paroxísticos y aunque estos varían en fuerza dependiendo de la persona, son características consistentes de la HAI. Se cree que algunos de estos indicios son provocados o empeorados por ataques hemipléjicos, aunque no se sabe con certeza. Los pacientes sufren trastornos motores, de movimiento (ataxia) y cognitivos persistentes.Estos déficits se vuelven más evidentes a lo largo del tiempo e incluyen retrasos en el desarrollo junto con problemas sociales. No se sabe si la HAI es una enfermedad progresiva, pero se sospecha que los ataques severos causan daños que resultan en la pérdida permanente de la función. El 100% de los niños estudiados en EE. UU. han tenido algún tipo de discapacidad mental, que generalmente se describe como leve o moderada, aunque depende mucho en función del paciente.

### Epilepsia
Al menos el 50% de los pacientes con HAI también sufren de epilepsia, y esta enfermedad a menudo se diagnostica erróneamente como epilepsia debido a esto.  Estos eventos epilépticos se distinguen de otros episodios por una alteración de la conciencia, así como por una actividad tónica o tónico-clónica frecuente. Los episodios epilépticos son generalmente raros, aunque aumentan con la edad. Debido a la rareza de los episodios epilépticos, hay pocas confirmaciones de EEG de ellos.
HAI en la escuela
En la etapa escolar, el proceso de enseñanza-aprendizaje se ve afectado por un conjunto de síntomas recurrentes que limitan al paciente. En el caso estudiado, el paciente, un varón de 5 años de edad, entraba en crisis al estar en contacto con los elementos propios usados en preescolar para el desarrollo de la motricidad fina, tales como: papeles, pintura,  plastilina, colores, el hecho mismo de ejercitarse y bailar, tomar el sol, participar en juegos al aire libre, etc. Al ingreso a la escuela por primera vez, el menor es ayudado por la maestra, con un arnés para facilitar el afianzamiento de su motricidad gruesa, pasando de estar limitado en la silla de ruedas, a caminar solo por los diferentes espacios de la escuela, inicialmente tramos cortos, posteriormente,  tramos más largos.
Los elementos mencionados anteriormente,  incluso tomar el sol o entrar en contacto con el agua, se convierten para los pacientes de HAI en agentes exacerbadores de la condición,  ataques que varían de uno a otro, pero ligados por un estado de desgonzamiento general del cuerpo y en el peor de los casos, precedidos de ataques epilépticos de lapsos superiores a los 10 minutos.

## Causas
La causa de la Hemiplejia Alternente es desconocida. Inicialmente se pensó que era una forma de migraña complicada debido a los fuertes antecedentes familiares, aunque hay varias teorías al respecto, como por ejemplo la que lo considera como un trastorno del movimiento o una forma de epilepsia. Las causas sugeridas incluyen canalopatía, disfunción mitocondrial y disfunción cerebrovascular. El trastorno más estrechamente relacionado con HAI es la migraña hemipléjica familiar, y esto fue recientemente descubierto que es causado por una mutación en un gen para los receptores del canal de calcio. Debido a que la hemiplejia alternante de la infancia es tan rara, no hay un mayor riesgo de esta enfermedad para los hijos de hermanos que la poseen, pero se cree que es autosómica dominante, por la cual una persona con HAI tiene un 50% de cambio al pasar el trastorno a sus hijos. HAI es cuestionablemente una enfermedad progresiva, porque las habilidades cognitivas parecen disminuir con el tiempo. Sin embargo, esto no se puede determinar por completo, ya que se desconoce el mecanismo de progresión de dicha enfermedad. Es probable que sea causada por una disfunción celular generalizada, ocasionada por un trastorno mitocondrial. Sin embargo, los estudios que involucran mecanismos de HAI no han sido concluyentes. Los expertos que actualmente investigan este trastorno creen que la verdadera causa es un canal iónico mutado. Esto haría que el detonante sea difícil de encontrar porque un canal alterado puede representarse de manera diferente en diferentes tejidos. Se sospecha esta mutación porque la enfermedad más estrechamente relacionada, FHM, también es provocada por un canal iónico mutado. Un pequeño número de genes que se sospechaba que tenían una mutación para HAI se analizaron para detectar mutaciones de la proteína del canal de sodio, mutaciones de la bomba de ATP y mutaciones del transmisor de aminoácidos excitadores. Finalmente, las últimas declaraciones transmitidas por el último estudio realizado concluyeron que se ha identificado el gen ATP1A3 como la probable causa genética de este trastorno. Este gen se encuentra en el brazo largo del cromosoma 19 (19q13.31).

## Diagnóstico
Hasta 1993, solo aproximadamente 30 personas con síntomas de HAI habían sido descritas en la literatura científica. Debido a la rareza y complejidad de HAI, no es inusual que el diagnóstico inicial sea incorrecto, o que se demore varios meses después de que los síntomas iniciales se vuelven evidentes. La edad promedio de diagnóstico es un poco más de 36 meses. El diagnóstico de HAI no solo es difícil debido a su rareza, sino porque no existe una prueba que lo dictamina, por lo que este es un diagnóstico de exclusión. Existen varios criterios generalmente aceptados que definen este trastorno, sin embargo, primero se deben descartar otras afecciones con una presentación similar, como la encefalitis por HSV. Debido a estas dificultades de evaluación, es posible que se subestime el carácter común de la enfermedad. Las siguientes descripciones se usan comúnmente en el diagnóstico. Los cuatro criterios iniciales para clasificar la HAI fueron: que comienza antes de los 18 meses de edad, incluye ataques de ambas hemiplejías en ambos lados del cuerpo, así como otros problemas autonómicos como movimientos oculares involuntarios (nistagmo monocular episódico), alineación inadecuada del ojo, coreoatetosis y contracciones musculares sostenidas (distonía). Finalmente, los pacientes sufren de discapacidad intelectual, retraso en el desarrollo y otras anormalidades neurológicas. Estos criterios de diagnóstico se actualizaron en 1993 para incluir el hecho de que todos estos síntomas se disipan inmediatamente después de dormir. Los criterios diagnósticos también se expandieron para incluir episodios de hemiplejía bilateral que se desplazaron de un lado del cuerpo al otro. Se han propuesto criterios recientes para el cribado temprano de HAI, con el fin de mejorar el cronograma de diagnóstico. Estos criterios de detección incluyen distonía paroxística focal o unilateral en los primeros 6 meses de vida, así como la posibilidad de hemiplejía flácida con o sin estos síntomas. También se deben considerar los movimientos oculares paroxísticos, que deben incluir síntomas binoculares y monoculares que se manifiestan en los primeros 3 meses de vida.

## Tratamientos y Prognóstico
Los resultados generales para HAI son, en general, deficientes, a lo que contribuyen los diversos desafíos de diagnóstico y manejo de HAI. A largo plazo, la enfermedad es debilitante debido tanto a los ataques hemipléjicos como al daño permanente asociado con ésta. Este daño puede incluir deterioro cognitivo, trastornos conductuales y psiquiátricos y diversas discapacidades motoras. Sin embargo, aún no hay evidencia concluyente de que la HAI sea fatal o que acorte la esperanza de vida, pero el descubrimiento relativamente reciente del trastorno hace que los datos de gran tamaño para este tipo de información no estén disponibles. El tratamiento para HAI no ha sido extremadamente exitoso, y por el momento se desconoce la existencia de una cura. Hay varios medicamentos disponibles para el tratamiento, así como estrategias de manejo para prevenir y tratar los ataques hemipléjicos. Otros fármacos inductores del sueño como el válium, el hidrato de cloral o la niaprazina pueden ser usados para interrumpir una crisis en el acto.
Cabe destacar que a cada paciente le afectan los fármacos de una forma. Existen casos en los que un medicamento puede controlar los episodios de la persona afectada, sin embargo, el mismo medicamento puede afectar de una forma mínima o insignificante a otro paciente. Ya que, como hemos dicho, no existe la disponibilidad de ninguna cura, lo único en lo que trabajan los médicos es reducir tanto los episodios como el dolor que le producen al paciente. 

### Estrategias de gestión
Los ataques hemipléjicos pueden ser provocados por desencadenantes particulares, y la gestión de HAI a menudo se centra en evitar desencadenantes comunes o conocidos. Si bien los factores desencadenantes varían mucho de una persona a otra, también existen algunos comunes que prevalecen en muchos pacientes. Entre ellos, se incluyen cambios de temperatura, exposición al agua, luces brillantes, ciertos alimentos, estrés emocional y actividad física. Aunque evitar los desencadenantes puede ser útil, no puede evitar todos los episodios hemipléjicos porque muchos ocurren sin un detonante debido a que los ataques y otros síntomas asociados terminan con el sueño, se pueden usar diversos sedantes para ayudar a los pacientes a dormir. 

### Flunarizine
El fármaco más común utilizado para tratar la HAI es la flunarizina. Flunarizine funciona actuando como un bloqueador de canales de calcio. Otros fármacos, en orden de frecuencia de uso, son las benzodiazepinas, la carbamazapina, los barbitúricos y el ácido valpróico. Este fármaco se prescribe con el propósito de reducir la gravedad y la cantidad de los ataques, aunque rara vez detiene las crisis por completo. Minimizar los episodios puede ayudar a reducir el daño al cuerpo por ataques hemipléjicos y mejorar los resultados a largo plazo en lo que respecta a las discapacidades mentales y físicas. Los expertos difieren en su confianza en la efectividad de la flunarizina. Algunos estudios han encontrado que es muy eficaz para reducir la duración, la gravedad y la frecuencia de los ataques hemipléjicos. En general, se considera el mejor tratamiento disponible, pero algunos piensan que este fármaco tiene poco beneficio para los pacientes con HA. Muchos pacientes sufren efectos adversos sin ver ninguna mejora.La flunarizina también causa problemas porque es difícil de obtener para los pacientes, ya que no está disponible ni a la venta en todos los países.

### Oxibato de sodio
La investigación actual en la Universidad de Utah está investigando si el oxibato de sodio, también conocido como Ácido Gamma-Hidroxibutírico es un tratamiento efectivo para HAI. Por el momento, solo se ha tomado una muestra de un pequeño número de pacientes, y aún no hay resultados concluyentes disponibles. Aunque actualmente se ha tenido cierto éxito con el medicamento, se sabe que los pacientes con HAI responden bien inicialmente a otros fármacos, pero luego la efectividad disminuirá con el tiempo. Actualmente, el oxibato de sodio se usa como narcolepsia - tratamiento de cataplejía, aunque en el pasado se ha utilizado polémicamente en suplementos nutricionales. Este fármaco fue elegido para la prueba debido a un posible vínculo entre las causas de la narcolepsia-cataplejía y HAI.